# Les Mots
Les Mots est une autobiographie publiée par Jean-Paul Sartre en 1963 dans une revue puis en 1964 sous forme de livre chez Gallimard. Le texte est d'abord paru dans sa revue Les Temps modernes, dans le no 209 (octobre 1963) et le no 210 (novembre 1963). En 1979, une édition bibliophilique est réalisée par les Éditions Rombaldi, avec une préface de Michel Tournier et des illustrations de Michèle Battut.
Le récit, qui couvre l'enfance de l'auteur de ses quatre à ses onze ans, se divise en deux parties : « Lire » et « Écrire ». Le titre originellement prévu était Jean sans terre, pour le jeu de mots mais aussi en référence à Jean d'Angleterre, sans héritage.

## Présentation et structure
Le texte est divisé en deux parties à peu près équivalentes intitulées « Lire » et « Écrire ». Cependant, selon Philippe Lejeune, ces deux parties ne sont qu'une façade et ne révèlent pas la progression chronologique de l'œuvre. Il considère que le texte devrait plutôt être divisé en cinq parties qu'il appelle « actes ».
- Le premier acte présente dans un ordre chronologique la préhistoire de l'enfant en donnant ses origines familiales.
- Le deuxième acte évoque les différentes comédies qu'a jouées Sartre sous l'influence de ses parents en s'enfermant dans un monde imaginaire.
- Le troisième acte est la prise de conscience de son imposture, de sa contingence, de sa peur de la mort et de sa laideur.
- Le quatrième acte présente le développement d'une nouvelle imposture par laquelle Sartre prend diverses postures d'écrivain.
- Le cinquième acte évoque la folie de Sartre, qu'il considère comme la source de son dynamisme, ainsi que l'annonce d'un second livre qu'il n'a finalement pas le temps d'écrire avant sa mort.

Ces « actes » ne rentrent aucunement dans une pièce de théâtre, Les Mots étant un récit et ces actes sont comme des bornes à différentes étapes de sa vie.

## Analyse et commentaires
Le premier titre auquel pensait Jean-Paul Sartre était Jean sans terre, qu'il fallait comprendre selon Jean-Bertrand Pontalis comme Jean sans père, et son projet était de revenir sur son enfance petite-bourgeoise qui l'avait « programmé » pour être un homme des mots alors qu'aucun livre ne fait le poids face aux malheurs des hommes réels. C'est pour démystifier l'écriture, considérée maintenant comme une composante de l'idéologie bourgeoise, qu'il entreprend de régler ses comptes avec l'enfant roi et bouffon que sa famille — et en particulier sa mère et son grand-père maternel Karl Schweitzer — avait fabriqué. Sartre, né « fils d'un mort » (son père était malade et décédera rapidement), d'une mère privée de ses droits et d'un grand-père autoritaire, décrit comment il a joué une « comédie des adultes » durant ses jeunes années : « J'étais un polichinelle, un pasquin, un grimacier ».
Comme tout autobiographe, l'auteur joue du dévoilement orienté en cherchant à illustrer sa thèse, et en maniant avec aisance l'auto-ironie. Mais il s'agit bien d'une mise en scène de l'enfant qu'il dit avoir été ; cette recréation de son enfance comporte en effet des erreurs chronologiques et des choix révélateurs, comme le démontre la biographie détaillée établie par Annie Cohen-Solal. Sartre, tout en racontant sa propre histoire, a entremêlé celle de son époque, à la morale rigoriste, qu'il pourfendra plus tard.

## Prolongement
Cette œuvre de prise de distance avec l'écriture a été, un peu paradoxalement, très travaillée par l'auteur et saluée presque unanimement comme une « réussite littéraire »[réf. nécessaire]. Cette autobiographie constitue en fait les adieux brillants de Jean-Paul Sartre à la littérature. Le jury du prix Nobel de littérature y voit le couronnement d'une œuvre qui vaut la peine d'être primée. Sartre écrira à ce jury pour demander de ne pas le distinguer, en vain. En novembre 1964, il refuse le prix, « attribué à l'écrivain français Jean-Paul Sartre pour son œuvre qui, par l'esprit de liberté et la recherche de vérité dont elle témoigne, a exercé une vaste influence sur notre époque ». Car, selon lui, personne ne mérite la gloire de son vivant ; et surtout, tenant à sa liberté et son indépendance, il ne voulait pas dépendre d'une quelconque institution.

## Citations

### Sur le thème de la lecture
- « J'ai commencé ma vie comme je la finirai sans doute : au milieu des livres. », p. 35

- « ces pierres levées ; droites ou penchées, serrées comme des briques sur les rayons de la bibliothèque ou noblement espacées en allées de menhirs », p. 36

- « Hommes et bêtes étaient là, en personne : les gravures, c'étaient leurs corps, le texte, c'était leur âme, leur essence singulière », p. 44

- « J'avais trouvé ma religion : rien ne me parut plus important qu'un livre. », p. 51

- « La bibliothèque, j'y voyais un temple. », p.51

### Sur le thème de la spiritualité
- « L’athéisme est une entreprise cruelle et de longue haleine, je crois l’avoir menée jusqu’au bout. » (Les Mots, p.204)

## Liens et sources
- Annie Cohen-Solal : Sartre - 1905-1980, Gallimard, 1985
- Exposition multimédia sur Jean-Paul Sartre organisée par la bibliothèque nationale de France

- Notices dans des dictionnaires ou encyclopédies généralistes :   - Britannica
  - Universalis
- Notices d'autorité :   - BnF (données)